# Cyrtophora gazellae
Cyrtophora gazellae là một loài nhện trong họ Araneidae.
Loài này thuộc chi Cyrtophora. Cyrtophora gazellae được Ferdinand Karsch miêu tả năm 1878.